# Mycalesis atrata
Mycalesis atrata är en fjärilsart som beskrevs av Johannes Karl Max Röber 1887. Mycalesis atrata ingår i släktet Mycalesis och familjen praktfjärilar. Inga underarter finns listade i Catalogue of Life.